# Macleania salapa
Macleania salapa är en ljungväxtart som först beskrevs av George Bentham, och fick sitt nu gällande namn av Joseph Dalton Hooker och Hoerold. Macleania salapa ingår i släktet Macleania och familjen ljungväxter. Inga underarter finns listade i Catalogue of Life.